# 神子
神子或譯天主子
是一個《希伯來聖經》和《新约圣经》中的用語，專指“上帝（或譯天主）的獨生子”耶稣基督。《圣经·约翰福音》第3章第16节記載：「神愛世人，甚至將祂的獨生子賜給他們，叫一切信祂的，不至滅亡，反得永生。」《路加福音》第20章第9-19节中以一個葡萄園園主的愛子來比喻聖子在世上的遭遇（园主的比喻）。
早期的基督教教父在神學上，大多認同聖子次位論，認為聖子基督是低於聖父的。在第一次尼西亞公會議後的尼西亞信經上則确立圣子与圣父同等的基本教义，《約翰福音》10章30節耶穌也曾亲口說：「我與父是一體的。」
今日多數的基督宗教流派，定位聖父、聖子、聖靈同是三位一體的上帝。而少數支持一位神論的教派中，只有聖父耶和華才是唯一真神，基督是介於神與人之間的半神，或者說是聖父所選義子，算是一個偉大的先知，然而这些通常都被視为异端。